# 有害な男らしさ
有害な男らしさ（ゆうがいなおとこらしさ、英語: Toxic masculinity）の概念は、学術的・メディア上の男らしさの議論において、社会や男性自身に害を及ぼすような特定の文化基準を指すのに使われている。男性が社会的に優位であるという伝統的なステレオタイプは、性的暴行やドメスティックバイオレンスなどの暴力を助長するという理由から「有害」であると見做すことができる。家父長制社会における少年の社会化は、いじめや攻撃に対する「男の子は男の子」という言葉に代表されるように、しばしば暴力を常態化させる。
付和雷同と感情の抑制はうつ病・ストレスの増加・物質使用障害など、男性の精神的問題の増加と相関している。「有害な男らしさ」の特徴は男性受刑者の暗黙の行動基準の特質であり、刑務所生活の過酷な状況への反応として存在している。
仕事に対する専念・スポーツで優れた成績を収めることへの誇り・家族を養うことなど、その他の伝統的な男性的特徴は「有害」とは見做されない。この概念は元々、シェパード・ブリスなどの神話的男性運動と関係している著者が、ステレオタイプの男らしさの概念と、現在社会で男性が失ってしまった「本当の」または「深い」男らしさを対比させるために用いたものである。この言葉を批判する人達は、その意味するところが、ジェンダー関連の問題が男性の本質的な特徴に起因するという誤った意味合いであると主張している。
「有害な男らしさ」の概念は、保守派からは伝統的な男らしさを過度に非難するものとして、また、フェミニストからは男らしさに関連する有害な行動や態度を引き起こす選択や背景の影響を無視した本質主義的な概念として批判されてきた。

## 語源と用法
「有害な男らしさ」という言葉は、1980年代から1990年代にかけての神話的男性運動に端を発している。その後、学術的・一般向けの著述にも広く使われるようになった。2010年代に入ってからは、伝統的なステレオタイプの男らしさの基準を指す言葉として使われるようになった。社会学者のマイケル・フラッドによると、これらの基準には「少年や男は活発・積極果敢・不屈・大胆・優勢でなければならないという期待」が含まれている。

### 神話的運動
神話的男性運動と関係している著者の中には、男性が暴力的・競争的・独立的・無感情であることを求める社会的圧力を「有害」な男らしさと呼び、現在社会で男性が失ってしまった「本当の」または「深い」男らしさと対比させている。学者のシェパード・ブリスは、戦士倫理の「有害な可能性のある男らしさ」に代わるものとして、農本思想への回帰を提案した。社会学者のマイケル・キンメルは、女性解放運動が伝統的な男性の権威を批判していた時期に、ブリスの「有害な男らしさ」の概念は男性の無力感に対する神話的運動の反応の一部と見ることが出来ると書いている:
例えばシェパード・ブリスは、世の中の悪の原因の殆どを占めると考えている「有害な男らしさ」と呼ばれるものを非難して、消火活動をしたり、土を耕したり、家族を養う男性の不意の善良さを謳い上げている。

### 学術的な用法
社会科学の分野では、「有害な男らしさ」は男性・女性・社会全体にとって有害な、伝統的・文化的な男らしさの基準を指す。この「有害な男らしさ」の概念は、男性や男性の特質を非難するものではなく、支配・独立独行・競争などの伝統的な理想の男性像の行動への同調がもたらす弊害を強調するものである。したがって「有害な男らしさ」とは、伝統的な男性の性役割に順守することによって定義され、結果的に少年や男性が心地よく表に出せる感情を非難して制限する一方で、怒りなどの他の感情を高めることになる。男性が優位性（順位制）を求めて達成することを経済的・政治的・社会的に期待されているのが特徴である。
コンネルは身体的な暴力などの慣習が、西洋社会における男性の女性に対する優位性を強化する役割を果たしているのではないかと主張している。彼女はこのような行動が必ずしも決定的な特徴ではないと強調している。
テリー・クーパーズは、「有害な男らしさ」とは「積極的に競争して他人を支配する必要性」を含むものであり、「支配・女性の地位の格下げ・ホモフォビア・理不尽な暴力を助長する、社会的に退行した男性の特徴の集まり」であると述べている。クーパーズによれば、「有害な男らしさ」とは反社会的な「ヘゲモニックな男性性」の側面を含み、「ミソジニー・ホモフォビア・強欲・暴力的な支配」であるという。彼はこのような特性を「スポーツで勝つこと、友人との連帯感を保つこと、仕事で成功すること、家族を養うことなど、（自分の）能力に対する誇り」といった、よりポジティブな特性と対比させている。フェミニストで作家のジョン・ストルテンベルグは、伝統的な男らしさの概念は全て有害であり、女性への抑圧を強化するものだと主張している。

## ジェンダー規範

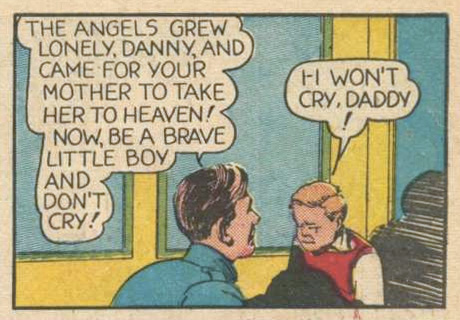
社会的学習理論によれば「男だったら泣くな」という言葉に代表されるように、少年に弱い感情を抑えるように教えることは欧米社会におけるジェンダー社会化のかなりの部分を占めている。

クーパーズによれば、アメリカの刑務所では男性にとって「有害な男らしさ」の基準が生活の特徴となっており、刑務官や受刑者の行動に反映されているという。囚人達の間では、極端な独立独行・暴力による他の男性の支配・女らしさや弱さを見せないことなどが、暗黙の掟となっている。処罰・社会的孤立・攻撃といった厳しい環境の刑務所生活にうまく対処するため、弱い感情がしばしば抑えられている。このような要因が男性受刑者の自殺に関与していると考えられる。
「有害な男らしさ」は同級生による少年のいじめや、家庭内での少年へのドメスティックバイオレンスなどの形でも現れる。しばしば暴力的な少年の社会化は、攻撃を助長したり人との繋がりを欠いたりすることで、心的外傷を生み出す。このようなトラウマは、いじめに対する「男の子は男の子」という言葉が示すように、しばしば度外視される。たくましさ・支配・独立独行・感情の抑制といった理想的な男らしさの促進は、幼少期から始まることもある。このような基準は親や親戚、大衆によって伝えられる。YouTubeなどのメディアで表現される男らしさも、同じようなステレオタイプの性役割を助長する。
ロナルド・F・レバント（英語版）らによると、伝統的に規定されてきた男らしい行動は、暴力（性的暴行やドメスティックバイオレンスを含む）・乱交・薬物乱用などの危険または社会的に無責任な行動・人間関係における機能不全などの有害な影響をもたらす。

## 健康影響
アメリカ心理学会は、「伝統的な男らしさのイデオロギー」が心・身体の健康に悪影響を及ぼすと警告している。危険を冒す・暴力・支配・仕事優先・感情の制御の必要性・勝利への欲求・社会的地位の追及など、伝統的な男性文化の基準を守る男性は、うつ病・ストレス（英語版）・身体イメージに関する問題・薬物使用・社会的機能の低下などの心理的問題を経験しやすい傾向にある。独立独行・女性に対する権力の追及・乱婚や「プレイボーイ」的な行動など、「有害」な男らしさの基準を重視する男性では、その影響が強くなる傾向がある。
現在の米国社会が相互依存の傾向を強める中で、独立独行の社会的価値は時代と共に低下している。独立独行や感情表現の抑制は、男性が精神的な支えを求めたり困難な感情に対処する能力を持ったりする可能性を低くするため、メンタルヘルスに悪影響を及ぼす。予備調査によると、男性がストイックで自立的であることを求める文化的圧力は、健康問題を医師に相談する機会を減らすことで男性の寿命を縮める可能性があるという。
「有害な男らしさ」は、男性のアルコール依存症やある種の癌の罹患率の上昇、HIVなどの性感染症の感染率における「トロフィーハンティング」的な性行動の役割など、社会的に作られた公衆衛生上の問題にも関係している。
精神科医のフランク・ピットマンは、伝統的な男らしさの基準によって男性がどのような影響を受けているかについて書き、その中で寿命が短くなったり、変死が多くなったり、肺がんや肝硬変などの病気になったりすることが指摘されている。

## 批判
「有害な男らしさ」の概念は批判を受けている。一部保守派やオルタナ右翼の多くは、「有害な男らしさ」を支離滅裂な概念と捉えたり、「有害な男らしさ」など存在しないと考えている:2。2019年1月、保守的な政治評論家達はアメリカ心理学会の新しいガイドラインが「伝統的な男らしさのイデオロギー」に関連する危害について警告していることを、男らしさへの攻撃にあたると批判した。アメリカの保守派の間で伝統的によく読まれている雑誌である『ナショナル・レビュー』（英語版）のデーヴィッド・フレンチ（英語版）は、「伝統的な男らしさのイデオロギー」に関するAPAのガイドラインには「女性敵視・達成感・弱さを見せることの回避・冒険・リスク・暴力」などの「ごく一般的な、本来の男性の特性」が含まれていると批判している。フレンチはこれらの特性が「本質的に間違っていたり有害なものではない」とし、伝統的な男らしさを正しく理解することで「有害な極端を排斥することができる」と主張した。APAの専門実務責任者であるジャレド・スキリングスは保守派の批判に対して、報告書の伝統的な男らしさの議論は「暴力や過当競争、弱さを認めたがらないなどの負の特性」に関するものであり、「勇気・リーダーシップ・保護性」など伝統的な男らしさに関連する正の特性については議論していないと述べている。
フェミニストの視点からも「有害な男らしさ」の概念は批判されている。アンドレア・ワリングとマイケル・ソルターは、「健全な男らしさ」とは対照的な「有害な男らしさ」という概念は1987年に発表されたヘゲモニックな男性性に関するレイウィン・コンネルの研究を誤解したことから生まれたと主張している:366。ワリングは「有害な男らしさ」が、男性を避けられない病理の犠牲者として提示して:368、周囲の社会的・物質的状況や男性の個人的責任を無視した本質主義的なアプローチであるため問題があるとしている:369。ワリングは「健全な男らしさ」を実践するように指導することが、男性にとって有効な選択肢として両性具有や女らしさの側面を採用することを否定し、それによって性別二元制を永続させて女らしさよりも男らしさに特権を与えることになるとも主張している:369。ワリングは「有害な男らしさ」が、状況によっては適切である伝統的な男らしさの特徴を否定するものであるとも主張している:368。ソルターは、適切に解釈すればレイウィン・コンネルの作品は男性の暴力を、有害性が男らしさそのものに侵入した結果としてではなく、むしろ「社会的期待と男性の権利に対する内面的な葛藤」を誘発する周囲の社会政治的環境から生じるものとして提示していると指摘している。
ハーバード大学の心理学教授であるスティーブン・ピンカーは、アメリカ心理学会のガイドラインについて詳細な批判を述べている。ピンカーによれば、この報告書は二つのドグマによって見誤られているという。一つ目は、「空白の石板論」で、これは生物学的、遺伝的な要素を否定するものだ。報告書中に「テストステロン」の単語は一切出てこないし、男性と女性の性格が生物学的な理由で異なる可能性は、言及不能であり考え得ないとされている。二つ目のドグマとは、感情を抑圧することは悪で、それを表現することは良いとする考えだ。これはロマン主義、フロイトの精神分析、ハリウッドにルーツを持つ大衆的な理論だが、自己抑制力が高く、特に怒りを「発散」するよりも抑える人々が健康な生活を送るという大量の文献によって反証されている。ピンカーは、アメリカ心理学会のガイドラインが中世から始まる西洋史における巨大で長期的な変化、すなわち、男性の理想像が粗暴な報復から自己制御、尊厳、節度、義務感へと変わってきた「文明化のプロセス」を認識していないと主張する。彼はこのプロセスをジェントルマン、つまり尊厳と静かな強さを持つ人間、という文化と表現する。1960年代のロマンチックな自己表現や抑圧からの逃避の倫理がその倫理を弱め、アメリカ心理学会の報告書はそれにとどめを刺そうとしているように見えると彼は言う。ピンカーは、今日の男性が必要としているのは、尊厳、責任、自己制御、自立といった男性の美徳を強める一方で、マチスモ、暴力、支配欲といった他の面を抑制するような励ましであると提案する。
ウェブメディアのQuilletteでは、12人の心理学者がアメリカ心理学会のガイドラインについて反論を寄せた。

### 学術出典
- Addis, Michael E.; Cohane, Geoffrey H. (June 2005). “Social scientific paradigms of masculinity and their implications for research and practice in men's mental health”. Journal of Clinical Psychology 61 (6):  633–647. doi:10.1002/jclp.20099. PMID 15732091.
- Banet-Weiser, Sarah; Miltner, Kate M. (December 2015). “#MasculinitySoFragile: culture, structure, and networked misogyny”. Feminist Media Studies 16 (1):  171–174. doi:10.1080/14680777.2016.1120490.
- Bliss, Shepherd (1995). “Mythopoetic Men's Movements”. In Kimmel, Michael S.. The Politics of Manhood: Profeminist Men Respond to the Mythopoetic Men's Movement (And the Mythopoetic Leaders Answer). Philadelphia: Temple University Press. pp. 292–307. ISBN 978-1-56-639365-2. JSTOR j.ctt14bswd0
- Connell, R.W. (2005). Masculinities (2nd ed.). Berkeley, Calif.: University of California Press. ISBN 978-0-74-563426-5
- Karner, Tracy (January 1996). “Fathers, Sons, and Vietnam: Masculinity and Betrayal in the Life Narratives of Vietnam Veterans with Post Traumatic Stress Disorder”. American Studies 37 (1):  63–94. JSTOR 40642783.
- Ging, Debbie (20 May 2017). “Alphas, Betas, and Incels: Theorizing the Masculinities of the Manosphere”. Men and Masculinities 22 (4):  638–657. doi:10.1177/1097184X17706401.

### 大衆紙
- Campbell, Olivia (2017年10月23日). “The Men Taking Classes to Unlearn Toxic Masculinity”. The Cut
- Friedman (2013年3月13日). “Toxic Masculinity”. The American Prospect. 2021年9月31日閲覧。 エラー: 閲覧日が正しく記入されていません。
- Gilchrist, Tracy E. (2017年12月11日). “What Is Toxic Masculinity?”. The Advocate
- Hamblin, James (2016年6月16日). “Toxic Masculinity and Murder”. The Atlantic
- Hays (2018年2月27日). “Jordan Peterson on the Nihilism that Contributes to the Creation of a School Shooter”.   Independent Women's Forum. 2020年1月7日時点のオリジナルよりアーカイブ。2018年3月5日閲覧。
- Holloway (2015年6月12日). “Toxic masculinity is killing men: The roots of male trauma”. Salon. 2021年9月31日閲覧。 エラー: 閲覧日が正しく記入されていません。
- Kohn, Isabelle (2018年11月15日). “Inside the Movement to Reprogram Masculinity”. Broadly (Vice Media). "全米の男性達はクラスやワークショップを通じて、社会や自分自身のために「有害な男らしさ」を学ぼうとしている。"
- Marcotte (2017年10月24日). “Toxic Masculinity Is Killing Us in Many Ways”. AlterNet. 2021年9月31日閲覧。 エラー: 閲覧日が正しく記入されていません。
- Masciotra (2016年7月4日). “Toxic masculinity doesn't just target women: The viciousness and vacuity of modern American manhood is also harmful to the self”. Salon. 2021年9月31日閲覧。 エラー: 閲覧日が正しく記入されていません。
- Weiss (2016年2月23日). “6 Harmful Effects Of Toxic Masculinity”. Bustle. 2021年9月31日閲覧。 エラー: 閲覧日が正しく記入されていません。
- Winton, Tim (2018年4月9日). “About the boys: Tim Winton on how toxic masculinity is shackling men to misogyny”. The Guardian